# Pla de l'Arca
El Pla de l'Arca és un pla carener situat a 648,3 m alt a la carena de la Serra de l'Albera que separa els termes comunals de l'Albera, a la comarca del Vallespir, a la Catalunya del Nord i de la Jonquera, que pertany a l'Alt Empordà.
És a prop de l'extrem central-sud del terme de l'Albera i al nord del de la Jonquera. Queda al nord-oest del Coll de la Vinyassa i al sud-est del Puig dels Homes. El topònim evidencia l'existència en el lloc d'un dolmen, ara desaparegut.